# Alberto Moreno Humet
Alberto Moreno Humet (Barcelona, 26 de marzo de 1954) es un diplomático y político español.

## Biografía
Nacido en Barcelona. Tras licenciarse en Ciencias de la Información, ingresó en la Carrera Diplomática (1985). Ha estado destinado en las representaciones diplomáticas españolas en Angola, Luxemburgo y en la Representación Permanente ante la Unión Europea. Fue segundo jefe en la Embajada de España en Andorra, subdirector de la Escuela Diplomática y subdirector general de Oriente Próximo. En 2007 fue nombrado asesor internacional en el Departamento de la Presidencia de la Generalidad de Cataluña. 
Fue embajador de España en Andorra (2011-2014).
En 2015, se presentó como candidato por Somos Majadahonda a las elecciones municipales en la localidad madrileña.
Ha sido embajador de España en República Checa desde 2022 hasta 2024.